# Буш, Вильгельм (пастор)
Вильгельм Буш (нем. Wilhelm Busch; 27 марта 1897, Эльберфельд, ныне в черте Вупперталя — 20 июня 1966, Любек) — немецкий евангелический пастор, проповедник и писатель.

## Биография
Вильгельм Буш родился в семье пастора Вильгельма Буша. Его мать — Иоганна Буш (урождённая Куллен) была из семьи швабских пиетистов. Однако в юности молодой Вильгельм не интересовался религией и после получения аттестата зрелости был призван в чине младшего офицера в германскую армию. Участвовал в Первой мировой войне. Во время участия в боях под Верденом, получивших затем название «верденской мясорубки», произошло обращение Буша к Богу. Сам пастор описывал это так:
Но это изменилось, когда несколько месяцев спустя во время одного перерыва в бою при наступлении на Верден он рассказывал своему товарищу грязный анекдот. Но тому уже было не до смеху: осколок вражеской гранаты попал ему прямо в сердце - он упал мертвым на землю. "Я еще вижу себя на краю окопа. Яркий свет, ярче атомной бомбы поразил меня: он стоит теперь перед святым Богом! И следующей мыслью было: если бы мы сидели по-другому, то осколок гранаты попал бы в меня, и тогда бы я стоял сейчас перед Богом! Передо мной лежал мой мертвый друг. И впервые за много лет я сложил руки и произнес молитву, состоящую всего лишь из одного предложения: «Бог, не дай мне умереть, прежде чем я буду уверен, что не попаду в ад».
После войны Буш изучал евангелическую теологию в Тюбингене, затем служил в качестве викария в приходе в Билефельде. Там он познакомился со своей будущей женой — Эмилией Мюллер, с которой обвенчался в Зигбурге. После викариата Вильгельм Буш работал как помощник проповедника в Билефельде, а с 1924 года как пастор в шахтёрском посёлке в Руре. С 1929 по 1962 год он нёс служение в качестве молодёжного пастора в Эссене. В 1936—50 годах был председателем эссенского совета Христианской ассоциации молодых людей. Во время правления нацистов Буш как член Исповедующей церкви неоднократно подвергался тюремному заключению.
После войны, находясь в оппозиции к политике Конрада Аденауера, поддерживал Общегерманскую народную партию Хайнеманна, а затем Социал-демократическую партию Германии.
После войны Буш побывал во многих местах с проповедническими целями. В 1962 году пастор ушёл на пенсию, однако не прекратил при этом свою активную миссионерскую деятельность. После одного из евангелизационных собраний, проходившего в Засснице на острове Рюген, состояние Буша неожиданно ухудшилось. Он умер через несколько дней в больнице Любека. Вильгельм Буш был погребён 24 июня 1966 года на восточном кладбище Эссена. На похороны собралось несколько тысяч человек. С надгробной речью выступил Густав Хайнеманн (впоследствии ставший президентом ФРГ), который сказал: «Там, где он был, всегда что-то происходило. Но самым главным в нём было то, что он был внушающим доверие и пробивающим все предубеждения посланником своего Господа».

## Труды
- Jesus unser Schicksal. Vorträge nach Tonbändern.- Иисус — наша судьба. Neukirchen-Vluyn: Aussaat Verlag, 2003. ISBN 3-7615-5300-5 u.a. — Сборник проповедей Вильгельма Буша. К настоящему времени вышло уже 42-е издание. Существуют издания на русском, украинском, грузинском, армянском и других языках[2]. Суммарный тираж уже после 30-го издания в 1990 году превысил 1 миллион экземпляров. Русский текст, доступный в формате PDF на сайте издательства Архивная копия от 16 мая 2017 на Wayback Machine.
- Plaudereien in meinem Studierzimmer. Bielefeld: CLV, 10. Aufl. 2005, ISBN 3-89397-969-7 (PDF-Datei)
- Jesus — unsere Chance. Bielefeld: CLV, 2000. ISBN 3-89397-770-8 (PDF-Datei)
- Jesus unsere einzige Hoffnung, Jesus unser Friede, Jesus unser König — Приди домой. Sammelband. Asslar: Verlag Klaus Gerth, 1997. ISBN 3-89437-520-5 Русский текст, доступный в формате PDF на сайте издательства Архивная копия от 16 мая 2017 на Wayback Machine
- 365 mal ER. Tägliche Andachten. Neukirchen-Vluyn: Aussaat Verlag. ISBN 3-7615-4158-9
- Der Herr ist mein Licht und mein Heil. Tägliche Andachten. Neukirchen-Vluyn: Aussaat Verlag. ISBN 3-7615-4886-9
- In der Seelsorge Gottes. Angefochtene Gottesknechte. Neukirchen-Vluyn: Aussaat Verlag. ISBN 3-7615-3542-2 (PDF-Datei Архивная копия от 17 апреля 2016 на Wayback Machine)
- Von Bethlehem bis Rom. Predigten zu den Festtagen im Kirchenjahr. Neukirchen-Vluyn: Aussaat Verlag. ISBN 3-7615-3568-6 (PDF-Datei Архивная копия от 14 ноября 2007 на Wayback Machine)
- Gegenstände der Passion. Anschauungs-Unterricht über das Leiden Jesus. Neukirchen-Vluyn: Aussaat Verlag. ISBN 3-7615-1087-X
- Spuren zum Kreuz. Christus im Alten Testament. Neukirchen-Vluyn: Aussaat Verlag, 10. Aufl. 2006. ISBN 3-7615-1086-1. (PDF-Datei Архивная копия от 4 марта 2016 на Wayback Machine)
- Die Suchaktion Gottes. Kurzgeschichten der Bibel. Neukirchen-Vluyn: Aussaat Verlag. ISBN 3-7615-3555-4 (PDF-Datei Архивная копия от 4 марта 2016 на Wayback Machine)
- Freiheit aus dem Evangelium. Meine Erlebnisse mit der Geheimen Staatspolizei. Neukirchen-Vluyn: Aussaat Verlag. ISBN 3-7615-3556-2 (PDF-Datei Архивная копия от 4 марта 2016 на Wayback Machine)
- Was bremst denn da? Aufsätze für ein unverkrampftes Christsein. Neukirchen-Vluyn: Aussaat Verlag. ISBN 3-7615-3553-8
- Jesus predigen. Neukirchen-Vluyn: Aussaat-Verl., 2. Aufl. 2002. ISBN 3-7615-3552-X (PDF-Datei Архивная копия от 4 марта 2016 на Wayback Machine)
- Es geht am Kreuz um unsere Not. Predigten aus dem Jahre 1944. Neukirchen-Vluyn: Schriftenmissions-Verlag. (PDF-Datei Архивная копия от 4 марта 2016 на Wayback Machine)
- Die belebte Straße. Entscheidende Begegnungen mit Jesus CLV/Aussaat-Verlag (PDF-Datei Архивная копия от 4 марта 2016 на Wayback Machine)
- Pastor Wilhelm Busch erzählt — Auswahlband. Stuttgart: Quell Verlag, 10. Aufl. 1972
- Kleine Erzählungen. Stuttgart: Quell Verlag, 1. Aufl. 1949
- Das Geheimnis des Kreuzes. Gladbeck: Schriftenmissions-Verlag, 2. Aufl. 1956
- Gottes Auserwählte. Aus den letzten Ansprachen Pfarrer Buschs insbesondere beim Pfingstmissionsfest 1966 in Bad Liebenzell. Bad Liebenzell: Verlag der Liebenzeller Mission, 1967
- Wunderbar sind deine Werke. Vier Ansprachen über Texte aus den Psalmen. Asslar: Verlag Schulte + Gerth, 1985. ISBN 3-87739-633-X und weitere Bände in der «Reihe 38»